# Mrs. Robinson
«Mrs. Robinson» (en español: «señora Robinson»), es el título de una canción escrita por Paul Simon y cantada originalmente por Simon and Garfunkel. 
Cuando fue lanzada como sencillo el 5 de abril de 1968, alcanzó el número uno del Billboard Hot 100 en los Estados Unidos, éxito que lograban por segunda vez en su carrera, tras haberlo hecho previamente con The Sound of Silence. Una versión formó parte de la banda sonora de la película El graduado, de 1967. Un año después, la canción aparecía como parte del disco Bookends. Otro premio que la canción dio al dúo fue el Grammy a la grabación del año en 1969.

## Contexto
En la película que dio fama a la canción, el recién graduado Benjamin Braddock, interpretado por Dustin Hoffman, mantiene una relación amorosa con una mujer casada mayor que él, la Señora Robinson, papel protagonizado por Anne Bancroft. A lo largo de la segunda parte de la película, se emplean varios fragmentos de la canción como banda sonora.
Según un artículo de Peter Bart publicado el 15 de mayo de 2005 en la revista Variety, el director Mike Nichols quería que la banda sonora de El graduado contara con alguna canción de Simon and Garfunkel. Su productor, Larry Turman, solicitó a Simon que compusiera tres canciones para la película. Sin embargo Simon, que en aquel momento estaba demasiado ocupado durante una gira, no pudo componer nada. Cuando Nichols solicitó a Simon que le mostrara sus composiciones, Simon solo tenía una canción que trataba sobre Eleanor Roosevelt (Mrs. Roosevelt en la canción), y Joe DiMaggio. Tras escucharla, Nichols le dijo a Simon: Ahora la canción es sobre Mrs. Robinson, no sobre Mrs. Roosevelt'.

## Posicionamiento

### Gráfica semanal
| Gráfica (1968)                                | Pico de posición |
| --------------------------------------------- | ---------------- |
| Alemania (Official German Charts)             | 39               |
| Argentina (CAPIF)                             | 9                |
| Australia (Kent Music Report)                 | 8                |
| Bélgica (Flandes) (Ultratop 50 Singles)       | 8                |
| España (El Gran Musical)                      | 7                |
| Estados Unidos (Billboard Hot 100)            | 1                |
| Estados Unidos (Billboard Adult Contemporary) | 4                |
| Estados Unidos (Cash Box Top 100)             | 1                |
| Malasia (Radio Malaysia)                      | 2                |
| Noruega (VG-lista)                            | 8                |
| Países Bajos (Nederlandse Top 40)             | 8                |
| Países Bajos (Single Top 100)                 | 5                |
| Reino Unido (UK Singles Chart)                | 4                |
| Singapur (Radio Singapore)                    | 3                |
| Suiza (Schweizer Hitparade)                   | 6                |

## Versiones
Una de las principales versiones que tiene la canción corrió a cargo de Frank Sinatra, y estaba incluida en su álbum de 1969, My Way. En esta versión, Sinatra cambia una serie de líneas, reemplazando "Jesus" por "Jilly", uno de sus mejores amigos. 
También han versionado este tema The Lemonheads, Los del Bohio, Billy Paul, James Taylor Quartet, Andrew Jackson Jihad, Bon Jovi, The Indigo Girls, The Nits, The Beatles y Porretas entre otros.